# Savignone
Savignone là một đô thị ở tỉnh Genova thuộc vùng Liguria, nằm ở vị trí cách khoảng 15 km về phía bắc của Genova.
Savignone giáp các đô thị sau: Busalla, Casella, Crocefieschi, Mignanego, Serra Riccò, Valbrevenna.
Ở đây cí tòa lâu đài Fieschi (thế kỷ 13), Palazzo Fieschi (thế kỷ 16)